# Никола Скобаљић
Никола Скобаљић (1430 — 16. новембар 1454) је био српски војвода из Дубочице (околина Лесковца) и последњи владар тог краја пред коначни пад под турску власт. Његова тврђава био је Зелен Град код Вучја.

## Биографија
Након освајања Цариграда, турски султан Мехмед II (1451—1481) одлучио је да освоји Деспотовину. За одбрану Деспотовине формиране су две војске: једна у Дубочици, којом је командовао Никола Скобаљић, а друга на Ситници. Деспот је саветовао да се војске евентуално предају, па када Угарска буде у стању да му помогне, доцније ће их ослободити; но то није прихваћено. Скобаљић се противно наређењима деспота Ђурђа Бранковића супротставио Турцима и 24. септембра 1454. године са војском из Дубочице до ногу је потукао турску војску код Бање на прилазима Новом Брду.
Кад је султан сазнао за пораз своје војске код Бање, одлучио је да лично поведе војску, да се обрачуна са Скобаљићем и да заузме Ново Брдо. Неколико месеци касније, повео је војску из Софије, и преко Радомира и Ћустендила и долином Јужне Мораве, стигао је у Дубочицу, коју је напао и почео да пљачка. У повлачењу према својој тврђави код Вучја, Скобаљић је пружио отпор, али је 16. новембра 1454. године, на реци Трепањи код Кислине, поражен и заробљен. Још истог дана, заједно са својим стрицем, набијен је на колац. Након овога, Турци су освојили Дубочицу и наставили пљачкање.
Остаци Скобаљићевог града налазе са на северним обронцима планине Кукавице код Вучја јужно од Лесковца. Скобаљић је остао као легендарна личност и у народним предањима.

## У народном предању
Никола Скобаљић, велики у очима народа, није рођен, није ни страдао као други, обични људи. Родила га је девојка из села Вина, која га је зачела једући живу рибу скобаља. Настрадао је због издаје своје куме, али га Турци ухватили живог нису већ је на свом коњу одлетео. Подигао је град на вису изнад Вучја и тај град носи његово име. Испод града се налази његов кладенац. У долини реке Вучјанке сазидао је цркву на чијим је рушевинама 30-тих година XX века подигнута нова црква посвећена Св. Јовану.

## Значајније битке
- Битка за Крушевац 1454.
- Битка код Лесковца (битка код Бање)
- Битка код Трепања